# سفارت کره جنوبی در مسکو
سفارت کره جنوبی در مسکو (به لاتین: Embassy of South Korea) یک سفارت در روسیه است که در مسکو واقع شده‌است.